# Lacazella caribbeanensis
Lacazella caribbeanensis är en armfotingsart som beskrevs av Cooper 1977. Lacazella caribbeanensis ingår i släktet Lacazella och familjen Thecideidae. Inga underarter finns listade i Catalogue of Life.